# Galatasaray Spor Kulübü (pallanuoto maschile)
Il Galatasaray è la sezione di pallanuoto turca della polisportiva Galatasaray Spor Kulübü, con sede nella città di Istanbul.

## Rosa 2019-2020
| N° |                    | Ruolo | Giocatore           |
| -- | ------------------ | ----- | ------------------- |
|    | Turchia (bandiera) |       | Ulvi Burtay Akkaya  |
|    | Turchia (bandiera) |       | Berk Biyik          |
|    | Turchia (bandiera) |       | Gokmen Mehmet Dilek |
|    | Turchia (bandiera) |       | Kagan Ege Ferik     |
|    | Turchia (bandiera) |       | Ilhan Cem Gorseval  |
|    | Turchia (bandiera) |       | Arda Ilkser Guclu   |
|    | Turchia (bandiera) |       | Ozgur Izcan         |
|    | Turchia (bandiera) |       | Derin Kalkanci      |
|    | Turchia (bandiera) |       | Metil Karabenli     |
|    | Turchia (bandiera) |       | Huseyin Kagan Kil   |
|    | Croazia (bandiera) |       | Marko Krstić        |

| N° |                    | Ruolo | Giocatore            |
| -- | ------------------ | ----- | -------------------- |
|    | Turchia (bandiera) |       | Alp Kuscu            |
|    | Turchia (bandiera) |       | Yagiz Mol            |
|    | Turchia (bandiera) |       | Kaan Oguzcan         |
|    | Turchia (bandiera) |       | Bartu Olcay          |
|    | Turchia (bandiera) |       | Togan Ozbek          |
|    | Turchia (bandiera) |       | Nesfet Togkan Ozbek  |
|    | Turchia (bandiera) |       | Osman Selim Gulenc   |
|    | Turchia (bandiera) |       | Oguz Berke Senemoglu |
|    | Turchia (bandiera) |       | Tulga Kagan Temel    |
|    | Turchia (bandiera) |       | Eray Turan           |
|    | Turchia (bandiera) |       | Mert Ali Yener       |

## Palmarès

### Trofei nazionali
- Campionato turco: 30

1955, 1957, 1973, 1975, 1977, 1991, 1993, 1994, 1995, 1996, 1997, 1999, 2000, 2001, 2003, 2005, 2006, 2007, 2008, 2009, 2010, 2011, 2012, 2013, 2014, 2015, 2017, 2022, 2024, 2025

### Trofei internazionali
- LEN Challenger Cup: 1

2024